# Точков заряд
Точков заряд е понятие във физиката, въведено за удобство, което представлява модел на заряда на тяло, чиито размери са пренебрежимо малки в сравнение с разстоянията му до други заредени тела, с които взаимодейства. Такъв заряд няма нито площ, нито обем, нито плътност. Използва се в основния закон на електростатиката, законът на Кулон, който описва силата на взаимодействие между два електрически заряда в зависимост от разстоянието между тях.
Определение за Точков заряд – е явление, при което целият електричен заряд на дадено тяло е съсредоточен в една-единствена геометрична точка.